# Cloud Strife

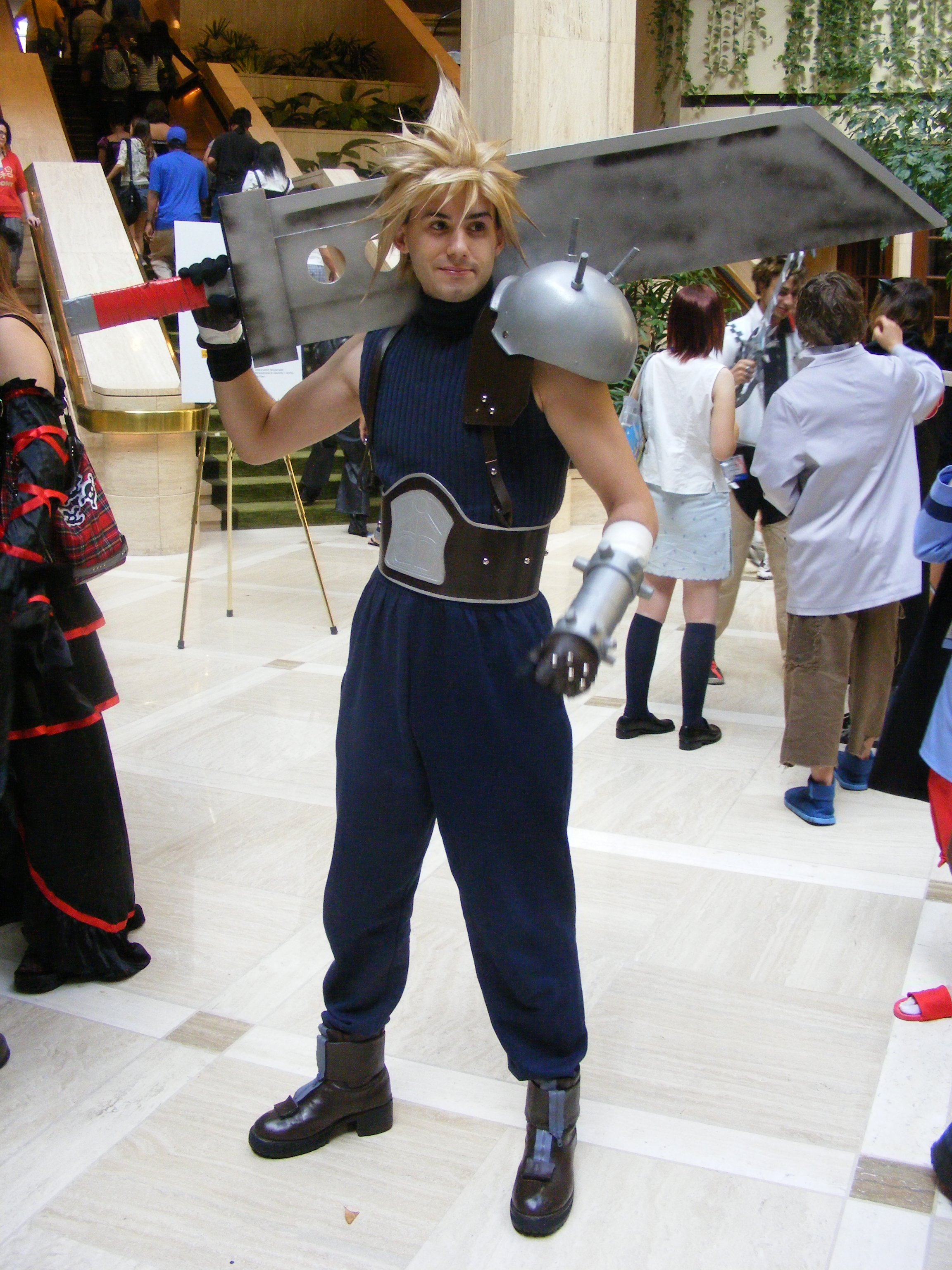
Cloud Strife cosplay

Cloud Strife (クラウド・ストライフ, Kuraudo Sutoraifu), é o protagonista do RPG da Squaresoft (agora conhecida como Square Enix) Final Fantasy VII. Sua aparência é marcada pelo cabelo loiro espetado, olhos com estranha coloração azul (uma característica dos pertencentes ao grupo SOLDIER causado pela exposição a energia mako), roupa de cor preta, e sua Buster Sword (uma espada com uma característica em especial, a lâmina de tamanho exagerado). A princípio, Cloud se mostra frio, triste e indiferente, mas aos poucos vai mudando e se adaptando a sua função como líder.

## Perfil
O desenhista do personagem, Tetsuya Nomura, revelou que a aparência original de Cloud seria com cabelo preto, penteado para trás não espetado. Isso deveria ser um contraste com o antagonista da história, Sephiroth. De qualquer modo, para dar mais ênfase ao seu papel de protagonista no jogo, Nomura mudou seu visual dando cabelo espetado, louro e brilhante. Ao que parece, o visual original do cabelo foi dado ao personagem Zack Fair. De qualquer modo, parece que Nomura aderiu ao conceito inicial anos mais tarde em Crisis Core: Final Fantasy VII.
O desenhista de cenários Kazushige Nojima expressou que a dinâmica de relacionamento entre o jogador e o personagem principal num Final Fantasy é algo em que sempre trabalha delicadamente, e em Final Fantasy VII, Cloud o levou a fazer cenas em que o jogador se coloca na posição do personagem e decidir por si mesmo o que o personagem está pensando. Essa dinâmica jogador-personagem é refletida em muitas oportunidades que são dadas ao jogador de escolher o jeito com que Cloud irá interagir com os personagens da história, particularmente onde há potencial romântico envolvido.

## Final Fantasy VII
Em Final Fantasy VII, Cloud é a força central na qual é construída toda a narrativa. No início, Cloud é apresentado como um mercenário ex-SOLDIER que carrega um ar desinteressante sobre si e uma Buster Sword. Durante uma missão em que ele ajuda o grupo anti-Shinra AVALANCHE, ele encontra uma jovem mulher com o nome de Aerith Gainsborough, que é perseguida pelos Turks por ser descendente de uma tribo ancestral chamada Cetra, com o passar do jogo, cria-se um laço entre Cloud e Aerith. Depois, o jogador é introduzido a Sephiroth, um soldado de primeira classe da Shinra.
No começo do jogo, o passado de Cloud é um mistério. Ele diz que estava na cidade de Nibelheim com Sephiroth quando o mesmo descobriu suas origens como experimento da Shinra, subsequentemente transformado pela ira, massacrou os habitantes da cidade. Após encontrar Tifa Lockhart, sua amiga de infância, ferida, Cloud atacou Sephiroth. Ainda, as memórias de Cloud são cheia de buracos que as impedem de fazer sentido.

## Final Fantasy VII: Advent Children
Em Final Fantasy VII: Advent Children, é revelado que dois anos após o fim de Final Fantasy VII, Cloud passa a viver com Barret e Tifa na cidade de Edge, e como Barret retornou para sua cidade natal Corel, Cloud se mudou com Tifa e a ajuda a criar duas crianças: Marlene, filha adotiva de Barret, e Denzel, um órfão. O trabalho dele é como entregador do "Strife Delivery Service" (lit. Serviço de entregas Strife), que Tifa ergueu em sua nova taverna.
Algum tempo depois, Cloud começou a sofrer sintomas da doença Geostigma, deixando seu braço esquerdo coberto para esconder a desfiguração que a doença causa. Desde o fim de Final Fantasy VII, Cloud cultivou um rancor pela culpa da morte de Zack Fair seu melhor amigo e da Aerith Gainsborough, a mulher que Zack amava, e em consequência, buscou refúgio se mudando para a velha igreja abandonada onde Aerith cultivava flores. A confusão de Cloud em Final Fantasy VII é substituída pelo rancor que guarda e ele não consegue se perdoar por não ter conseguido salvar as vidas daqueles que ele protegia e amava.

## Final Fantasy Tactics
Em Final Fantasy Tactics, Cloud aparece após ser transportado por uma máquina do tempo construída por Besrodio Bunanza, em contato com a Zodiac Stone de Câncer após o estranho aparecimento de Aerith Gainsborough em Zarghidas Trade City, onde está vendendo flores. Cloud é transportado e segue para a cidade onde Aerith foi vista para salvá-la. Lá, ele luta para salvar Aerith de agiotas e em seguida se une ao grupo de Ramza Beoulve para ajudar na busca das Zodiac Stones e com a ajuda delas voltar para seu tempo.

## Kingdom Hearts
Cloud também faz aparição em jogos da série Kingdom Hearts. Cloud aparece primeiramente na série Kingdom Hearts no primeiro jogo em Olympus Coliseum, Cloud é um mercenário contratado por Hades para derrotar Hércules. Sora (protagonista de Kingdom Hearts) o derrota e o impede de destruir Hércules. No segundo jogo de Kingdom Hearts: Kingdom Hearts: Chain of Memories Cloud aparece como uma lembrança e no terceiro jogo: Kingdom Hearts II ele vai morar em Hollow Bastion junto de Aerith, Leon, Cid e Yuffie. Nos dois primeiros jogos da série Kingdom Hearts, ele tem um visual exclusivo, em que sua roupa é uma mistura com a roupa de Vincent Valentine, onde ele possui o traje do primeiro jogo e a capa e garra metálica de Vincent já em Kingdom Hearts II seu traje é como o de Final Fantasy VII: Advent Children.

## Dissidia: Final Fantasy
Cloud aparece em Dissidia: Final Fantasy representando o herói de Final Fantasy VII, e onde o vilão é Sephiroth.